# Akame ga Kill!
Akame ga Kill! (jap. アカメが斬る! Akame ga kiru!) – manga z gatunku dark fantasy, napisana przez Takahiro i zilustrowana przez Tetsuyę Tashiro. Była wydawana na łamach magazynu „Gekkan Gangan Joker” wydawnictwa Square Enix od marca 2010 do grudnia 2016. Polski przekład mangi ukazał się nakładem wydawnictwa Waneko.
Na podstawie mangi studio White Fox zrealizowało 24-odcinkowy serial anime, który emitowano od lipca do grudnia 2014.
Prequel serii zilustrowany przez Kei Toru, zatytułowany Akame ga Kill! Zero, ukazywał się w magazynie „Gekkan Big Gangan” od października 2013 do stycznia 2019. Sequel zilustrowany przez Strelkę, stanowiący spin-off serii, zatytułowany Hinowa ga yuku!, był wydawany w tym samym magazynie od czerwca 2017 do czerwca 2022. 

## Fabuła
Bohaterem mangi i anime jest nastoletni chłopak o imieniu Tatsumi, który przybywa do stolicy kraju, by uwolnić swoją rodzinną wioskę od biedy i wysokich podatków. Orientuje się wówczas, że miasto jest przepełnione korupcją i złem. Żeby temu przeciwdziałać przystępuje on do organizacji zabójców Night Raid, która jest zbrojnym ramieniem armii rewolucjonistów.

## Bohaterowie
- Akame (jap. アカメ)

Seiyū: Sora Amamiya 
- Tatsumi (jap. タツミ)

Seiyū: Sōma Saitō 
- Mein (jap. マイン Main)

Seiyū: Yukari Tamura 
- Leone (jap. レオーネ Reōne)

Seiyū: Yū Asakawa 
- Schere (jap. シェーレ Shēre)

Seiyū: Mamiko Noto 
- Lubbock (jap. ラバック Rabakku)

Seiyū: Yoshitsugu Matsuoka 
- Bulat (jap. ブラート Burāto)

Seiyū: Katsuyuki Konishi 
- Najenda (jap. ナジェンダ  Najenda)

Seiyū: Risa Mizuno 
- Esdeath (jap. エスデス Esudesu)

Seiyū: Satomi Akesaka 
- Chelsea (jap. チェルシー Cherushī)

Seiyū: Kaori Nazuka 
- Susanoo (jap. スサノオ Susanoo)

Seiyū: Shintarō Asanuma 
- Seryu Ubiquitous (jap. セリュー・ユビキタス Seryū Yubikitasu)

Seiyū: Kana Hanazawa 
- Dr. Stylish (jap. Dr.スタイリッシュ Dr. Sutairisshu)

Seiyū: Ken Narita 
- Wave (jap. ウェイブ Weibu)

Seiyū: Yoshimasa Hosoya 
- Kurome (jap. クロメ)

Seiyū: Ayaka Ōhashi 
- Bols (jap. ボルス Borusu)

Seiyū: Eiji Takemoto 
- Run (jap. ラン Ran)

Seiyū: Junji Majima 
- Cesarz (jap. 皇帝 Kōtei)

Seiyū: Yō Taichi 
- Premier Honest (jap. オネスト大臣 Onesuto daijin)

Seiyū: Kōji Ishii 

## Manga
Manga Akame ga Kill! została napisana przez Takahiro i zilustrowana przez Tetsuyę Tashiro. Seria ukazywała się w magazynie „Gekkan Gangan Joker” od 20 marca 2010 do 22 grudnia 2016. Wydawnictwo Square Enix zebrało jej rozdziały w 15 tankōbonach, wydawanych od 21 sierpnia 2010 do 22 lutego 2017. 15 maja 2017 wydanie mangi w Polsce zapowiedziało Waneko, premiera pierwszego tomu odbyła się zaś 7 sierpnia tego samego roku.
25 grudnia 2017 został wydany specjalny tom zatytułowany Akame ga Kill! 1.5 Night Raid tanhenshū (Stories) & Epilogue (jap. アカメが斬る! 1.5 ナイトレイド短編集(ストーリーズ)＆エピローグ), który zawiera rozdziały dodatkowe oraz epilog.
Na podstawie serii powstał prequel opowieści zatytułowany Akame ga Kill! Zero (jap. アカメが斬る！零). Za scenariusz opowieści odpowiedzialny był Takahiro, natomiast ilustracje wykonał Kei Toru. Historia skupia się na przeszłości Akame w czasach, gdy pracowała jako zabójczyni dla Imperium. Manga ukazywała się w czasopiśmie „Gekkan Big Gangan” od 25 października 2013 do 25 stycznia 2019. Całość została zebrana w 10 tomach, wydanych między 21 czerwca 2014 a 25 kwietnia 2019.
Na podstawie serii powstał także spin-off, zatytułowany Hinowa ga yuku! (jap. ヒノワが征く！), który był publikowany czasopiśmie „Gekkan Big Gangan” od 24 czerwca 2017 do 24 czerwca 2022. Autorem scenariusza jest Takahiro, a ilustracje stworzył mangaka o pseudonimie Strelka. Historia i postacie są całkowicie niezwiązane z Akame ga Kill!, a jedynym wspólnym elementem jest włączenie Akame jako postaci pobocznej. Seria ta liczy łącznie 8 tomów, które były wydawane od 25 grudnia 2017 do 25 sierpnia 2022.

## Anime
Telewizyjny serial anime w oparciu o mangę został zapowiedziany w styczniu 2014. Za produkcję odpowiedzialne było studio White Fox, reżyserią zajął się Tomoki Kobayashi, scenariusz napisał Makoto Uezu, a muzykę skomponował Taku Iwasaki. 24-odcinkowa seria była emitowana w stacjach Tokyo MX, MBS i BS11 od 7 lipca do 15 grudnia 2014.
Równolegle emitowana była seria krótkich jednominutowych odcinków typu ONA, zatytułowana AkaKill! Gekijō (jap. アカ斬る! 劇場), która została zanimowana przez studio C-Station we współpracy z White Fox.

### Ścieżka dźwiękowa
| Odcinki        | Tytuł                                                                  | Wykonawca    | Źródło   |
| Czołówka       | Czołówka                                                               | Czołówka     | Czołówka |
| -------------- | ---------------------------------------------------------------------- | ------------ | -------- |
| 1–14           | „Skyreach”                                                             | Sora Amamiya | [ 35 ]   |
| 15–24          | „Liar Mask”                                                            | Rika Mayama  | [ 36 ]   |
| Napisy końcowe |                                                                        |              |          |
| 1–14           | „Konna sekai, shiritakunakatta.” (jap. こんな世界、知りたくなかった。) | Miku Sawai   | [ 35 ]   |
| 15–24          | „Tsuki akari” (jap. 月灯り)                                            | Sora Amamiya | [ 36 ]   |

## Odbiór
Do wydania 10. tomu manga sprzedała się w ponad 2 milionach egzemplarzy.
Redakcja polskojęzycznego serwisu tanuki.pl wystawiła anime ocenę 6/10.